# Kutuwetan
Kutuwetan is een bestuurslaag in het regentschap Ponorogo van de provincie Oost-Java, Indonesië. Kutuwetan telt 1854 inwoners (volkstelling 2010).